# متلازمة الشاي والخبز المحمص
متلازمة الشاي والخبز المحمص هي شكل من أشكال سوء التغذية الشائعة بشكل عام لدي  كبار السن غير القادرين على  تجهيز الوجبات لأنفسهم مما يجعل نظامهم الغذائي يقتصر على الشاي والخبز المحمص، الأمر الذي ينتج عنه نقص في الفيتامينات والعناصر الغذائية الأخرى. غالبًا ما تظهر هذه المتلازمة على أنها  نقص صوديوم الدم (نقص كهرل الصوديوم في مجرى الدم) بسبب نقص الملح في الغذاء.

## الأسباب
تحدث هذه المتلازمة غالبًا ما عند انتقال الأبناء من المنزل أو عندما يموت شريك الحياة أو يكون على مشارف الموت حيث أن كبير السن الذي يُترك وحيدًا دون وجود من يقوم بإعداد الطعام له ودون امتلاكه لمهارات إعداد الطعام بنفسه سوف  يلجأ إلى نظام غذائي يتكون من طعام بسيط مثل الخبز والجبن والمقرمشات وكذلك الأطعمة المعلبة. وفقًا لنيويورك تايمز، فإن ما يصل إلى 60% من كبار السن الذين يعيشون في المنزل يعانون من سوء التغذية أو معرضون لهذا الخطر على الأقل. بالإضافة للمشكلات الناتجة عن نقص العناصر الغذائية فإن مثل هذه الحالة تعني أن مضاعفات الأمراض الأخرى حتى نزلات البرد العادية يمكنها أن تكون في غاية الخطورة.
إن العوامل المؤدية لهذه المتلازمة تتضمن الانعزال الاجتماعي ومشكلات نفسية مثل الاكتئاب، والأمراض، والقيود الجسدية. كما أن ازدياد عدد الأدوية التي يتناولها كبار السن يمكنها أن تؤثر في عادات تناول الطعام رغم أنه عامل أقل خطورة من المشكلات النفسية ولكن هذه الأدوية يمكنها أن تقلل من الشهية ويمكنها أن تغير نكهة الطعام أو تؤثر في طريقة امتصاص العناصر الغذائية، مما يجعل حصول كبار السن علي العناصر الغذائية الضرورية أمر صعب الحدوث. وقد تضمنت نتائج مخبرية نموذجية لمتلازمة الشاي والخبز المحمص انخفاض الأسمولية في المصل (نقص الضغط) مع أسمولية طبيعية في البول، لأن مستويات الهرمون المضاد لإدرار البول طبيعية.